# Оджедиран, Хамзат
Хамзат-Басит Оджедиран (англ. Hamzat-Basit Ojediran; род. 14 ноября 2003, Лагос, Лагос) — нигерийский футболист, полузащитник клуба «Ланс».

## Клубная карьера
Оджедиран — воспитанник A&B Академи. В 2022 году игрок подписал свой первый профессиональный контракт с албанской «Эгнатией». 20 августа в матче против «Партизани» он дебютировал в албанской Суперлиге. В начале 2023 года Оджедиран на правах аренды перешёл в венгерский «Дебрецен». 19 февраля в матче против «Гонведа» он дебютировал в чемпионате Венгрии. По окончании аренды клуб выкупил трансфер игрока. В поединке против «Залаэгерсега» Хамзат забил свой первый гол за «Дебрецен».
Летом 2024 года Оджедиран перешёл во французский «Ланс», подписав контракт на четыре года. Сумма трансфера составила 1,4 млн евро. 1 сентября в матче против «Монако» он дебютировал в Лиге 1. 9 ноября в поединке против «Нанта» Хамзат забил свой первый гол за «Ланс».

## Международная карьера
В 2019 году в составе юношеской сборной Нигерии Оджедиран принял участие в юношеском чемпионате мира в Бразилии. На турнире он сыграл в матчах против команд Венгрии, Эквадора, Австралии и Нидерландов.